# Tetragonia maritima
Tetragonia maritima är en isörtsväxtart som beskrevs av François Marius Barnéoud. Tetragonia maritima ingår i släktet tetragonior, och familjen isörtsväxter. Inga underarter finns listade i Catalogue of Life.